# 1676

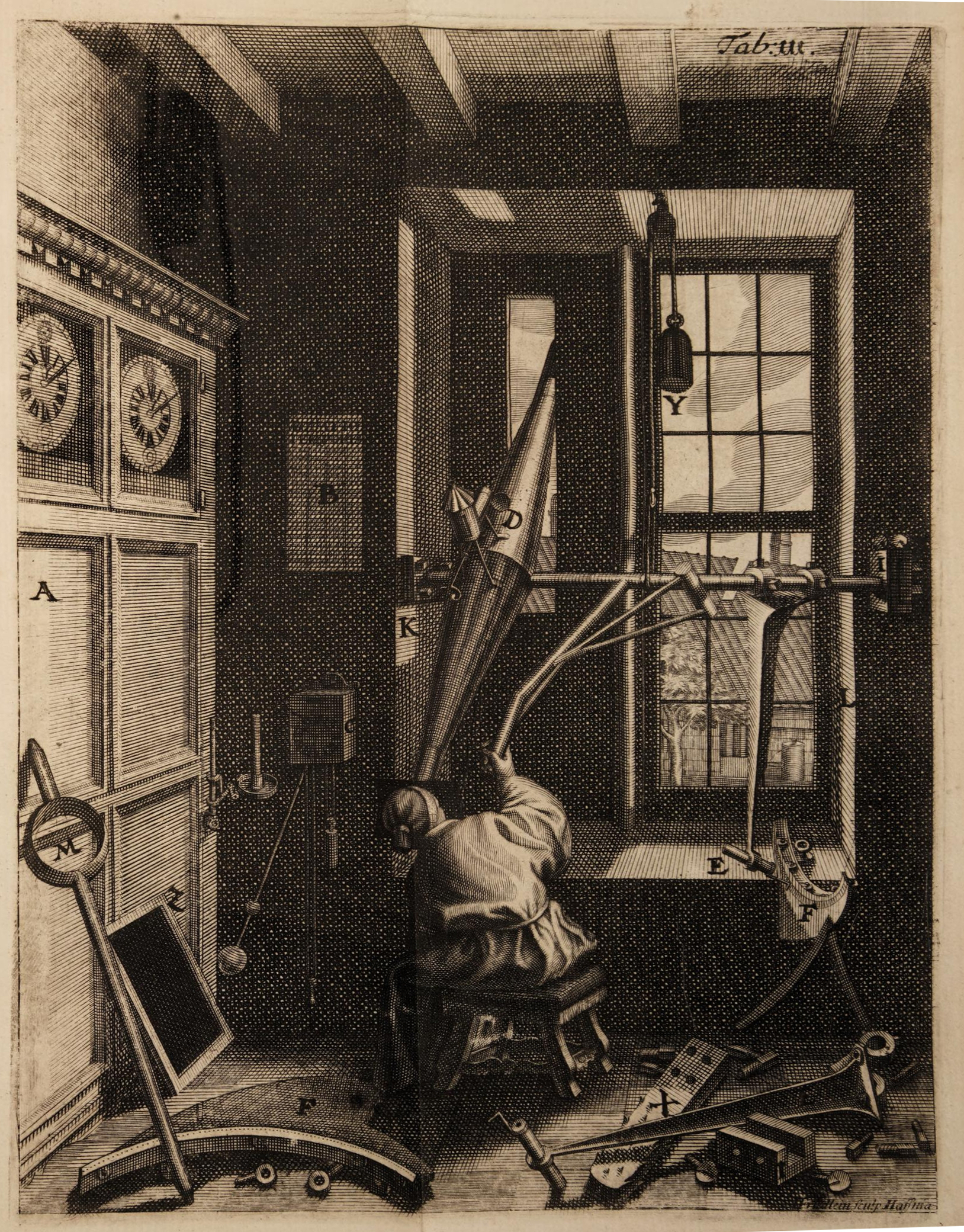
Olaüs Römer trabalhando no observatório de sua casa em Copenhague. Gravura de autor anónimo publicada em (1735).

- Wikisource

| Calendário gregoriano                                                        | 1676 MDCLXXVI                        |
| Ab urbe condita                                                              | 2429                                 |
| Calendário arménio                                                           | 1125 – 1126                          |
| Calendário bahá'í                                                            | -168 – -167                          |
| Calendário budista                                                           | 2220                                 |
| Calendário chinês                                                            | 4372 – 4373 Início a 14 de fevereiro |
| Calendário copta                                                             | 1392 – 1393                          |
| Calendário etíope                                                            | 1668 – 1669                          |
| Calendários hindus - Vikram Samvat - Calendário nacional indiano - Cáli Iuga | 1731 – 1732 1597 – 1598 4776 – 4777  |
| Calendário Holoceno                                                          | 11676                                |
| Calendário islâmico                                                          | 1087 – 1088                          |
| Calendário judaico                                                           | 5436 – 5437                          |
| Calendário persa                                                             | 1054 – 1055                          |
| Calendário rúnico                                                            | 1926                                 |
| Calendário solar tailandês                                                   | 2219                                 |

1676 (MDCLXXVI, na numeração romana) foi um ano bissexto do século XVII do actual Calendário Gregoriano, da Era de Cristo, e as suas letras dominicais foram  E e D (53 semanas), teve início a uma quarta-feira e terminou a uma quinta-feira.
| Ano completo                           |
| -------------------------------------- |
| Ano bissexto com início à quarta-feira |

## Eventos
- 9 de Novembro, 05:35:45 - Confirmação da teoria de Olaüs Römer sobre a velocidade finita da luz, através da observação, com atraso de 10 minutos em relação ao esperado caso a velocidade fosse infinita, da emersão de Io, primeiro satélite de Júpiter.[1]
- 16 de Novembro - Elevação da Diocese de São Salvador da Bahia à categoria de arquidiocese e da Prelazia de São Sebastião do Rio de Janeiro à categoria de diocese, pelo Papa Inocêncio XI.

## Nascimentos
- 28 de maio - Jacopo Francesco Riccati, matemático e físico italiano (m. 1754).

## Mortes
- 29 de Agosto - Luísa Carlota de Brandemburgo, duquesa da Curlândia (n. 1617).

## Por tema
- 1676 na ciência